# Retrato de don Luis Castellá de Vilanova
Retrato de don Luis Castellá de Vilanova, también conocido como Retrato de un caballero santiaguista, es un cuadro del pintor valenciano Juan de Juanes, realizado en 1560, que se encuentra en el Museo del Prado con número de catálogo P000855.

## El tema
El autor, influido por la pintura veneciana, en particular, la de Tiziano y su especialidad del retrato, pinta a un caballero de la Orden de Santiago, como identifica su indumentaria, tradicionalmente reconocido como el humanista también valenciano, Luis Castellá de Vilanova, señor de Bicorp y Quesa. 
Un libro en la mano derecha y el puñal al cinto le identifican como caballero y humanista, siendo profusamente representados los bordados de plata y encajes en los puños, así como otros detalles de sus ropajes.